# 刘宇 (成化进士)
劉宇（1439年—1508年），字至大，河南鈞州（今禹州市）人，明朝政治人物，成化進士。正德初依附權閹劉瑾，官吏部尚書、文淵閣大學士。為官暴虐貪腐。劉瑾伏誅，革職為民。

## 事跡
劉宇巡撫大同期間，在任期間私開馬市而賄賂權貴。兵部尚書劉大夏趁孝宗召見期間，向孝宗說及此事。孝宗遂派錦衣衛百戶邵琪調查，劉宇私自賄賂邵琪。此後劉大夏再次召對時，孝宗稱：“劉健推薦劉宇稱其可堪大用，在我看來，他就是個小人，怎麼可以起用？所以看來內閣的話也不可盡信啊。”劉宇聽後，認為劉大夏不是他的人，怨恨不已。
劉瑾好鞭打諫臣，劉宇則秉承其意，動輒以瑣事鞭笞羞辱御史，劉瑾反而以為其賢。劉瑾最初索賄只不過數百兩黃金。劉宇則首先以萬兩黃金進獻。劉瑾喜出望外。當時，許進為吏部尚書，劉宇則向劉瑾面前讒言，於是取而代之，而以曹元任兵部尚書。劉宇在兵部時，大收賄賂。轉吏部以後，發現文臣行賄不如武官，因此悶悶不樂，歎息道：「兵部自佳，何必吏部也。」不久，劉瑾想文選郎中張彩取代劉宇，於是令劉宇以原官兼任文淵閣大學士。一日，劉宇在內閣款待劉瑾，二人相飲甚歡。次日，劉宇準備入內閣辦事，卻被劉瑾斥責，稱：“你還真想當入相？此地豈可再入。！”劉宇無奈，乞求歸省。

## 家族
曾祖父劉大淵。祖父劉綱，曾任知州。父亲劉鼐。

## 延伸阅读
[在维基数据编辑]
 《國朝獻徵錄·卷之十四》，出自焦竑《國朝獻徵錄》
 《明史卷三百〇六》，出自《明史》